# Fernando Samaniego Verduzco
Fernando Samaniego Verduzco (Lamadrid, Coahuila, 1946) es un ingeniero, catedrático, académico e investigador mexicano. Se ha especializado en ingeniería del petróleo.
En 2005, fue elegido miembro de la Academia Nacional de Ingeniería en Estados Unidos.

## Estudios y docencia
Cursó la licenciatura y una maestría en ingeniería petrolera en la Universidad Nacional Autónoma de México (UNAM). Posteriormente ingresó a la Universidad Stanford para obtener un doctorado en la misma especialidad. 
Desde 1971 ha impartido cátedra en la Facultad de Ingeniería de su alma mater. Ha dirigido el Laboratorio de Rocas Fracturadas de la División de Estudios de Posgrado y participa en la Sección de Ingeniería Petrolera de la misma facultad.

## Investigador y académico
Ha colaborado con el Instituto Mexicano del Petróleo y con el Instituto de Investigaciones Eléctricas. Fue superintendente de Planeación y Aplicación de Tecnología Avanzada y asesor técnico de la Dirección de Exploración y Producción de Petróleos Mexicanos (Pemex).  Sus principales líneas de investigación son la ingeniería de yacimientos de gas, aceite volátil y gas condensado. Ha desarrollado modelos matemáticos para predecir el comportamiento de yacimientos geotérmicos y para estudiar el comportamiento de pozos hidráulicamente fracturados. Asimismo, desarrolló nuevas técnicas para analizar yacimientos de permeabilidad muy alta y para realizar pruebas de presión en pozos fracturados.
Fue presidente de la Sociedad de Ingenieros Petroleros de México, es miembro de la Academia Mexicana de Ingeniería y de la Academia Mexicana de Ciencias. Es miembro extranjero de la Academia de Ciencias de Rusia desde 2002. Es miembro extranjero de la National Academy of Engineering (NAE) desde 2005, miembro distinguido de la Society of Petroleum Engineers (el único mexicano en recibir este honor) y  miembro honorario del American Institute of Mining, Metallurgical and Petroleum Engineers de Estados Unidos. Es investigador nivel III del Sistema Nacional de Investigadores y miembro del Consejo Consultivo de Ciencias de la Presidencia de la República.

## Obras publicadas
Ha escrito casi doscientos obras editadas y casi mil artículos especializados. Su obra ha sido citada en más de mil doscientas ocasiones. Fue autor del artículo Review and Forecast Paper 6 New Techniques for The Assesmente of Drainage Areas and Reservoir Dyamics  el cual se presentó en el XV Congreso de Petróleo en Pekín, China. 

## Premios y distinciones
- Premio “Juan Hefferan” otorgado por la Asociación de Ingenieros Petroleros de México en 1984 y 1996.
- Premio Universidad Nacional en el área de Investigación en Ciencias Exactas por la Universidad Nacional Autónoma de México (UNAM) en 1999.
- Honorary Membership por la Society of Petroleum Engineers.
- Medalla de oro “Kapitsa” otorgada por la Academia Rusa de Ciencias.
- Premio Nacional de Ciencias y Artes en el área de Tecnología y Diseño otorgado por la Secretaría de Educación Pública en 2006.